# اتین ژورا
اتین ژورا (فرانسوی: Étienne Jeaurat‎; ۹ فوریهٔ ۱۶۹۹ – ۱۴ دسامبر ۱۷۸۹) نقاش اهل فرانسه بود. وی بیشتر به دلیل خلق نقاشی با صحنه‌های شلوغ خیابان‌ها شناخته میشود.

## نگارخانه

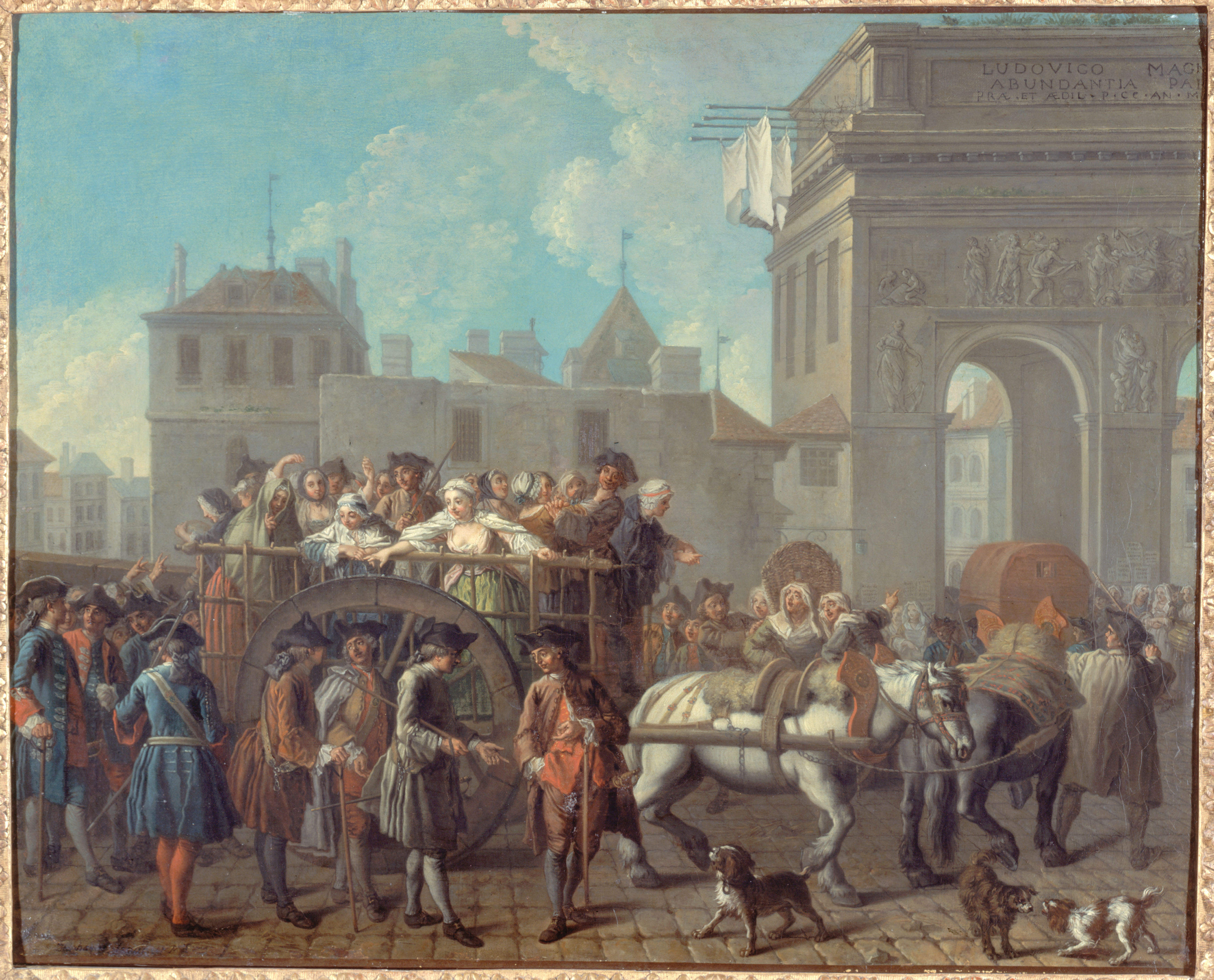
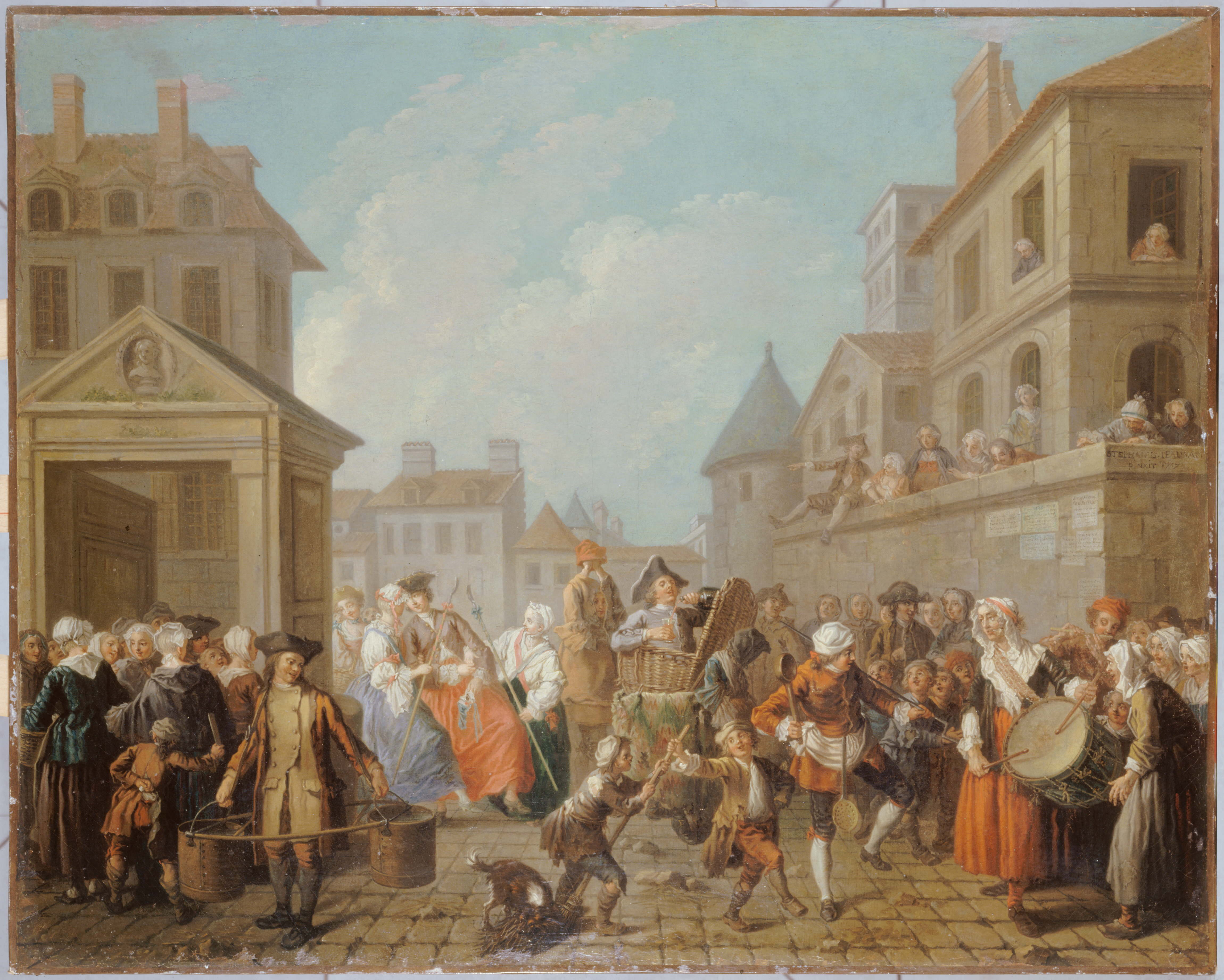
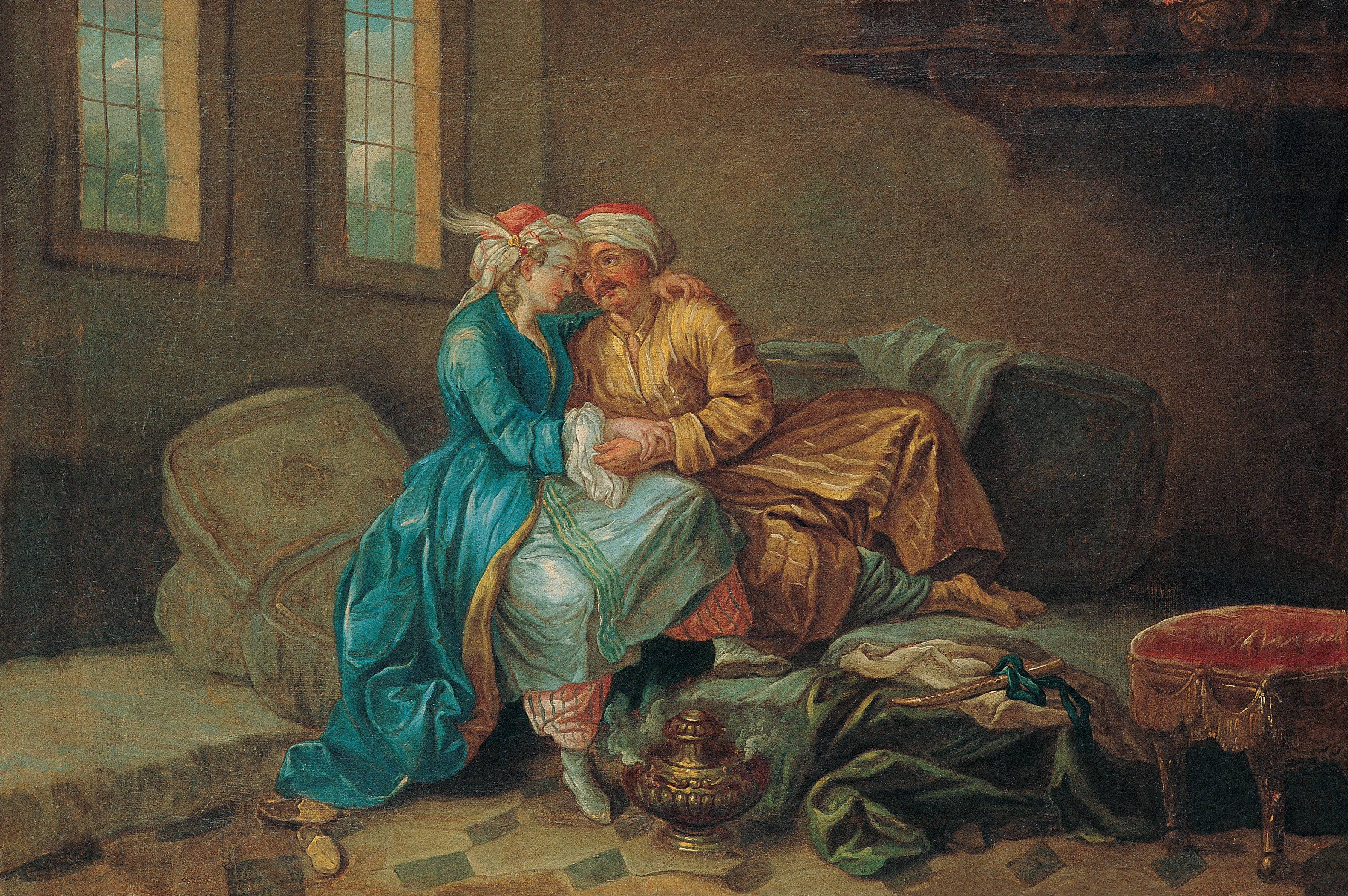
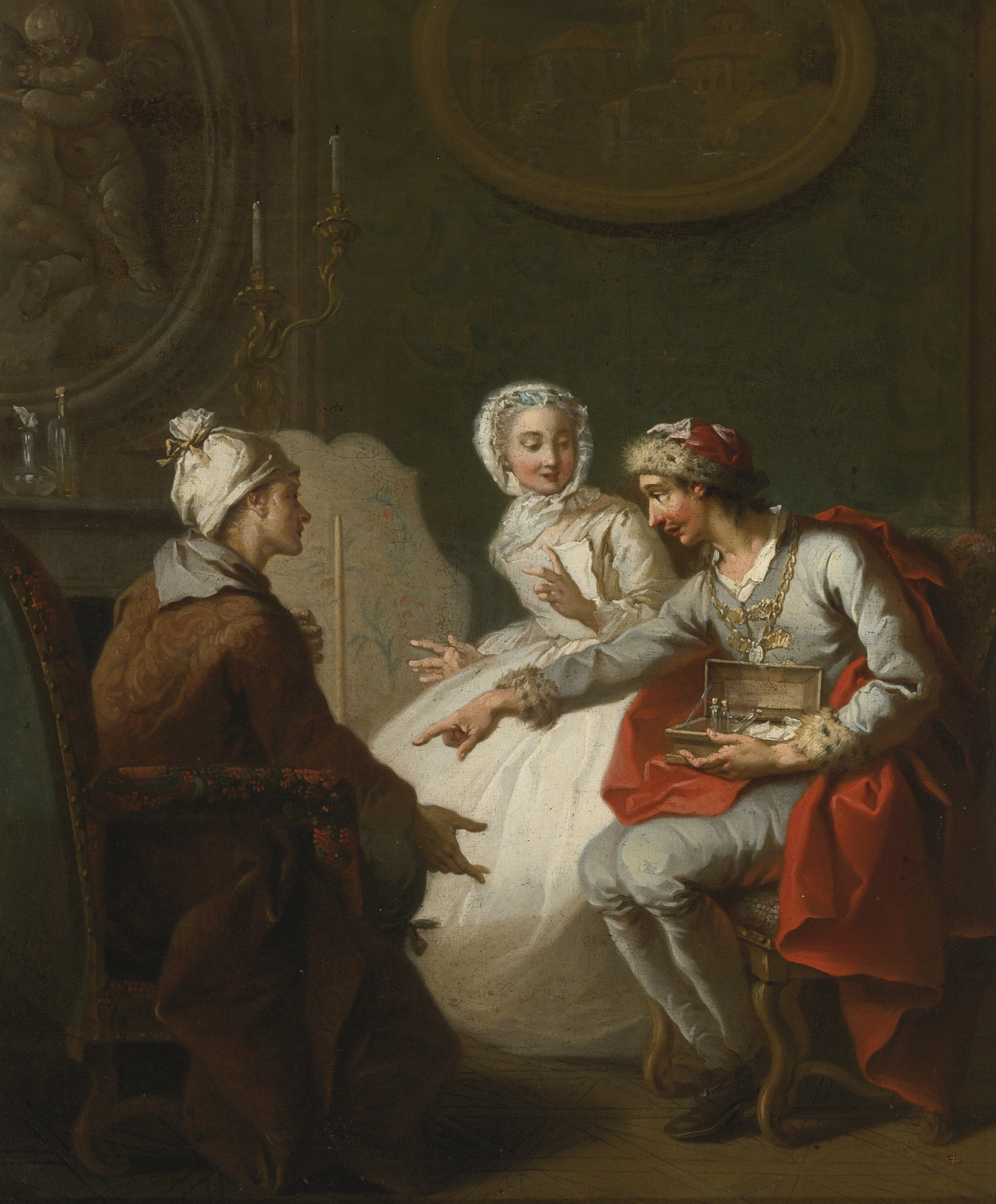
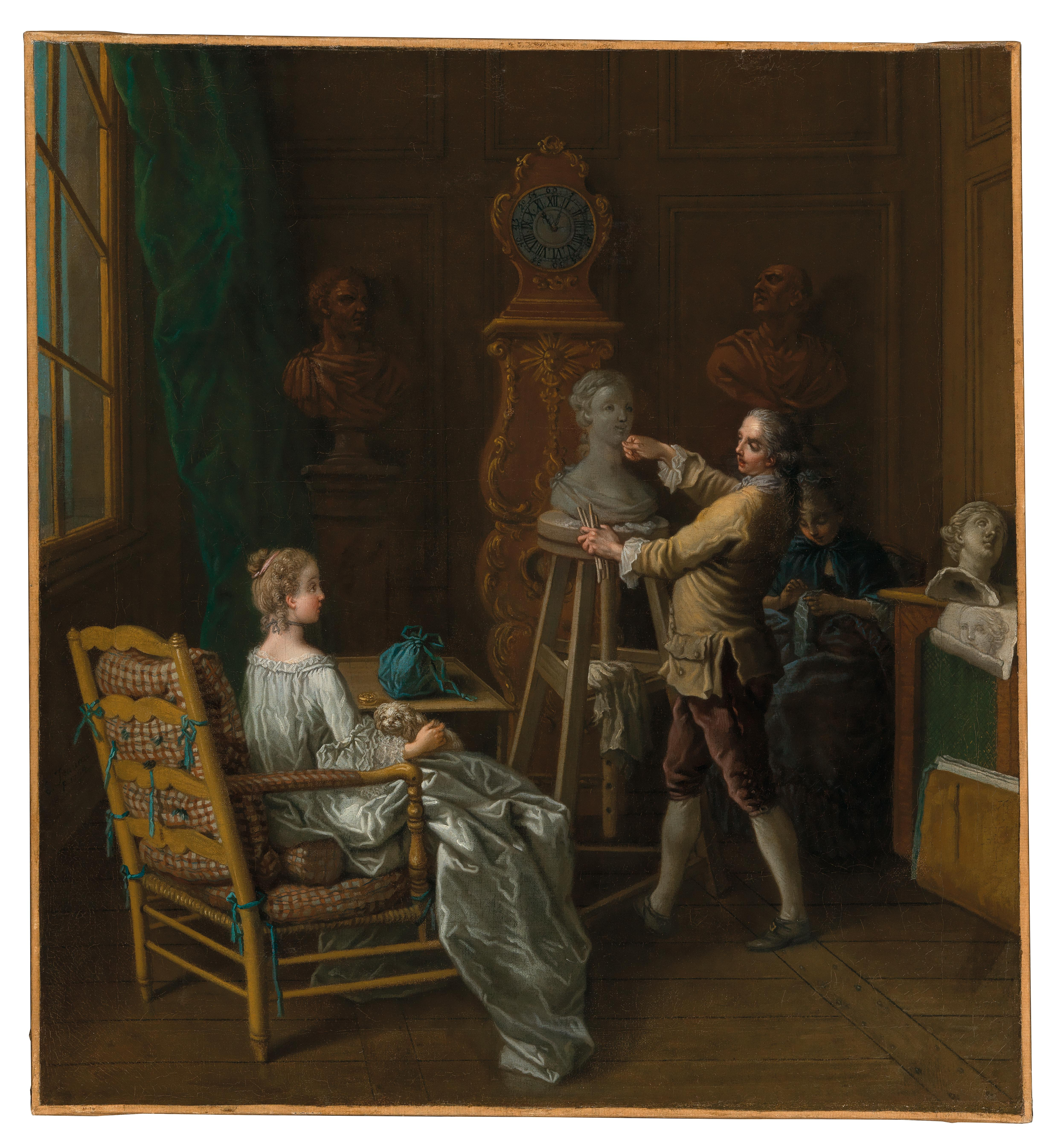
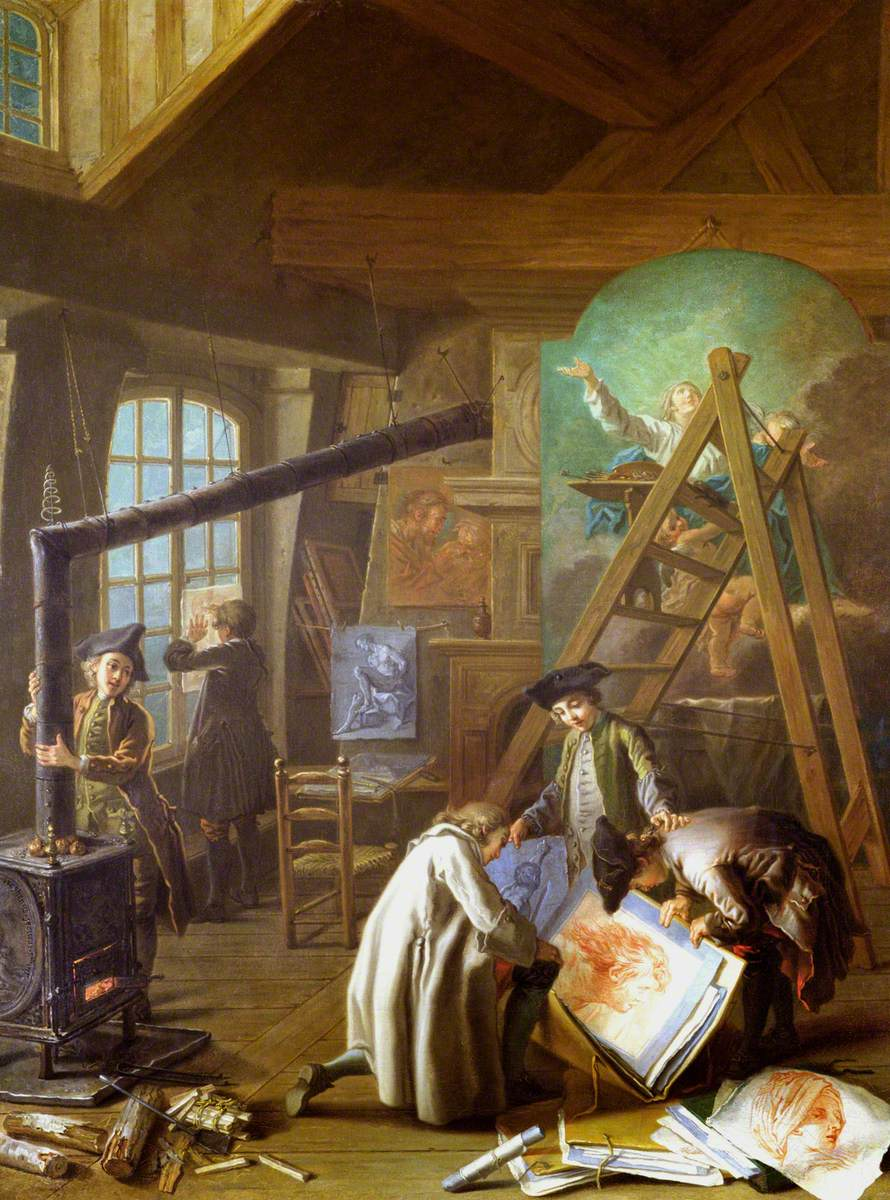
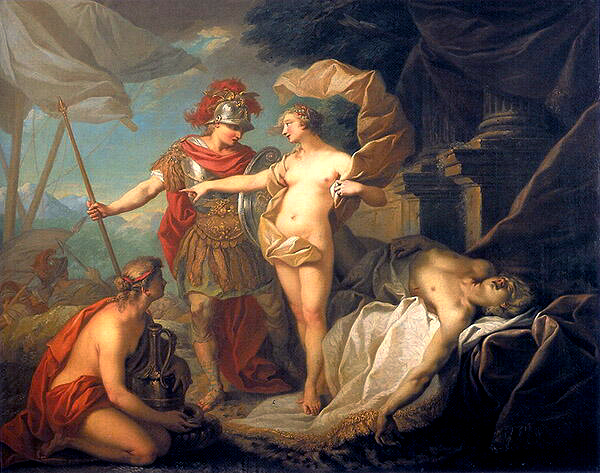
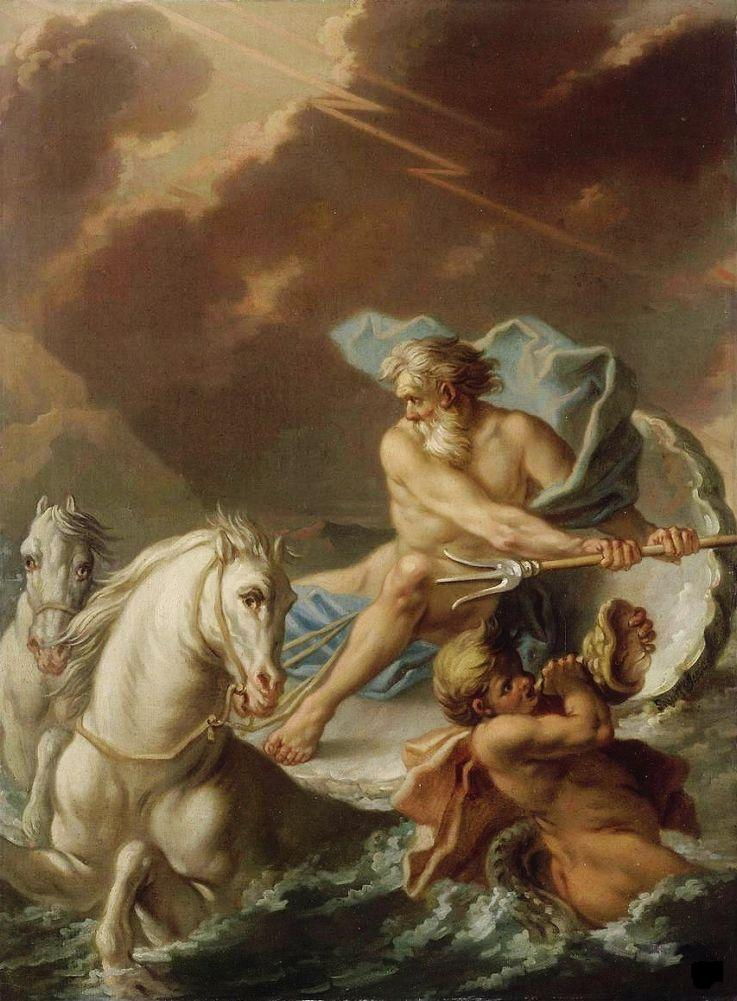